# Hospital Central
Hospital Central est une série médicale espagnole en 200 épisodes de 90 minutes diffusée entre le 30 avril 2000 et le 27 décembre 2012 sur Telecinco.

## Synopsis
Cette série médicale avait à cœur de traiter des sujets d'actualité des années 2000, comme la violence conjugale, la pauvreté, la banalisation de l'homosexualité, ou la privatisation de la santé.

## Distribution
Classement des acteurs en fonction du nombre d'épisodes dans lesquels ils sont apparus.
| Acteurs           | Personnages               | Saisons           | Nb d'épisodes |
| ----------------- | ------------------------- | ----------------- | ------------- |
| Antonio Zabálburu | Dr. Javier Sotomayor      | 1 à 20            | 297           |
| Ángel Rouco       | Diego Peláez              | 1 à 19            | 279           |
| Marisol Rolandi   | Teresa Montoro            | 1 à 19            | 275           |
| Fátima Baeza      | Esther García Ruiz        | 1 à 19            | 263           |
| Jordi Rebellón    | Dr. Rodolfo Vilches       | 1 à 14 et 17 à 20 | 256           |
| Roberto Drago     | Dr. Héctor Béjar          | 6 à 20            | 215           |
| Arturo Arribas    | Lucas                     | 2 à 8 et 11 à 20  | 170           |
| Nacho Fresneda    | Dr. Manuel Aimé           | 4 à 15 et 19      | 161           |
| Patricia Vico     | Dr. Maca Fernández Wilson | 8 à 19            | 156           |
| Ángel Pardo       | Rusti Gálvez              | 1 à 11, 14 et 19  | 155           |
| Diana Palazón     | Dr. Laura Llanos          | 3 à 13 et 17      | 145           |
| Bárbara Muñoz     | Alicia Monasterio         | 12 à 20           | 132           |
| Bárbara Muñoz     | Julia                     | 8                 | 1             |
| Iván Sánchez      | Dr. Raúl Lara             | 12 à 19           | 123           |
| Luis Castro       | Guillermo Vilches         | 7 à 20            | 122           |
| María Casal       | Elisa Sánchez             | 1 à 8 et 14       | 118           |
| Jesús Olmedo      | Carlos Granados           | 9 à 18            | 118           |
| Alicia Bogo       | Eva Méndez                | 4 à 12            | 113           |
| Elia Galera       | Dr. Claudia Castilla      | 12 à 19           | 105           |
| Lluís Marco       | Dr. Marco Dávila Baraja   | 4 à 12            | 103           |

## Production
La série devait s'appeler Línea Roja (« ligne rouge »), mais prend finalement son nom actuel plus clair. Elle commence à être diffusée le 30 avril 2000.
Elle compte une soixantaine d'acteurs fixes pour les rôles principaux ou récurrents, mais 4500 acteurs sont passés dans la série. Hospital Central détient en effet le record de longévité pour une série télévisée en Espagne.
Elle connaît son record d'audience le 25 janvier 2005, avec 6 572 000 spectateurs.

## Récompenses
- Prix Ondas 2005 de la meilleure série espagnole[4]
- TP de Oro 2007 de la meilleure série nationale[5]
- Prix Iris 2011